# Richard Biedrzynski
Richard Biedrzynski (* 11. Juli 1901 in Berlin; † 7. November 1969 in Stuttgart) war ein deutscher Journalist und Schriftsteller.

## Leben und Wirken
Biedrzynski studiert seit 1920 an der Universität Berlin Philosophie, Geschichte und Germanistik. Im Sommersemester 1923 wurde er dort mit einer Arbeit zur Kantischen Ethik promoviert. Danach war er bis 1933 verantwortlicher Feuilleton-Redakteur der Berliner Deutschen Zeitung und im Anschluss hieran in gleicher Funktion kurz beim Rostocker Anzeiger. Von 1933 bis Ende 1937 lehrte er als Dozent an der Staatlichen Hochschule für Kunsterziehung in Berlin Kunstgeschichte. Bereits zum 15. Mai 1937 war er Lehrer für Kulturpolitik an der Reichspresseschule geworden mit der Aufgabe, die Presseschüler „in allen Fragen der Kunstbetrachtung“ theoretisch und praktisch auszubilden. Der parteilose Journalist, der sich „nicht einmal durch gesteigerten Opportunismus“ ausgezeichnet habe und als sympathischer sowie ideologisch wenig penetranter Dozent geschildert wird, erreichte gleichwohl ein außertariflich hohes Einkommen, verlor aber mit der Schließung der Reichspresseschule zum 31. Dezember 1939 seine Stellung. Danach arbeitete er bis 1945 als Feuilletonist für den Völkischen Beobachter, für den er – wie es heißt „nicht ohne Zwischentöne“ – zahlreiche Artikel über kulturelle und kulturpolitische Themen schrieb.
Nach dem Zweiten Weltkrieg wurde er Kulturredakteur bei der Stuttgarter Zeitung. Der Journalist und Literaturkritiker Hellmuth Karasek, der als Berufsanfänger in den 1960er Jahren ebenfalls bei der Stuttgarter Zeitung tätig war, schrieb, „»Bie«, wie sich Biedrzynski gerne nannte und nennen ließ“, der „rührend kindliche Riese“, sei in der Redaktion „eher ängstlich und nur selten aufbrausend“ gewesen: „Er hatte Angst, dass seine Nazi-Artikel aus dem »Völkischen Beobachter« auffliegen könnten. Jetzt schwärmte er für die als »entartet« verschriene Moderne. Picasso, das war's!“ Ein Nachruf in der Zeit bescheinigte dem langjährigen Stuttgarter  Feuilletonchef und Kunstkritiker neben „Berliner Weitläufigkeit“ eine „gargantueske Lebensfreude, die ihn nach Muscheln und Rotwein wie nach Ausstellungen und Theateraufführungen lechzen ließ“.
1953 heiratete er die Lektorin und Goethe-Forscherin Effi geb. Kaiser, die Witwe des 1945 gefallenen Privatgelehrten Oswald Bendemann (1903–1945).

## Schriften
- Der Einfluß der Kantischen Ethik auf den englischen kritischen Idealismus (Diss. Berlin) 1923.
- Magie der Weltgeschichte. Von Alkibiades bis Lovis Corinth. Voigtländer, Leipzig 1927.
- Diagnose des Zeitalters. Duncker, Weimar 1928.
- Revolution um Karl Marx. Voigtländer, Leipzig, 1929.
- Karl Marx. Schicksal und Parole. Voigtländer, Leipzig 1930
- Deutsche Malerei der Gegenwart. Duncker, Weimar 1930.
- Fritz Neuenhahn. Eine Monographie. Duncker, Weimar 1930.
- Das katholische Europa. Voigtländer, Leipzig 1931.
- (Mit Alfred Mühr): Die Kulturwaffen des neuen Reiches. Briefe an Führer, Volk und Jugend. Diederichs, Jena 1933.
- Stefan George. Richter der Zeit – Künder des Reichs. Frundsberg, Berlin 1934.
- Emil Jannings. Eine Diagnose des deutschen Films. Frundsberg, Berlin 1936.
- Schauspieler, Regisseure, Intendanten. Hüthig, Heidelberg u. a. 1944.
- Stunden der Bewunderung. Jan van Eyck, Hans Memling, Hieronymus Bosch, Pieter Breughel, Peter Paul Rubens, Rembrandt Harmensz van Rijn. Westermann, Braunschweig u. a. 1948
- Das brennende Gewissen. Maler im Aufstand gegen ihre Zeit. Westermann, Braunschweig u. a. 1949.
- Kirchen unserer Zeit. Hirmer, München 1958 (Fotografien: Helga Schmidt-Glassner).
- Epochen der Farbe. Zeitwende der Palette von Lascaux bis Braque. Battenberg, Stuttgart 1964.
- Die bildende Kunst Russlands. Union, Stuttgart 1964.
- Fenster zur Ewigkeit, Aus alten Ikonen. Buchheim, Feldafing 1965.
- Leidenschaft zur Strenge: Theater, Architektur, Bildende Kunst. Institut für Buchgestaltung, Stuttgart [1971].

## Herausgeberschaften
- Das verlorene Menschenbild. Zur Problematik des Portraits in der Kunst der Gegenwart. Eine Diskussion (= Schriften zur Zeit. Bd. 24). Artemis, Zürich 1961.